# Кардосо, Луис
Луис Карлос Кардосо Эспильяга (исп. Luis Carlos Cardozo Espillaga; родился 10 октября 1988 года в Ягуароне, Парагвай) — парагвайский футболист, защитник клуба «Либертад» и сборной Парагвая.

## Клубная карьера
Кардосо — воспитанник клуба «Серро Портеньо». 24 марта 2007 года в матче против «Такуари» он дебютировал в парагвайской Примере. 28 апреля в поединке против столичного «Гуарани» Луис забил свой первый гол за клуб. В составе «Серро Портеньо» он дважды стал чемпионом Парагвая. В 2014 году Кардосо на правах аренды перешёл в мексиканский «Монаркас Морелия». 3 августа в матче против «Леона» он дебютировал в мексиканской Примере. В составе «персиков» Луис стал обладателем Суперкубка Мексики.
Летом 2015 года Кардосо перешёл в «Либертад». 10 июля в матче против столичной «Олимпии» он дебютировал за новый клуб.

## Международная карьера
12 июня 2011 года в товарищеском матче года против сборной Румынии Кардосо дебютировал за сборную Парагвая.

## Достижения
Командные
 «Серро Портеньо»
- Чемпионат Парагвая по футболу — Апертура 2012
- Чемпионат Парагвая по футболу — Клаусура 2013

 «Монаркас Морелия»
- Обладатель Суперкубка Мексики — 2014

 «Либертад»
- Чемпионат Парагвая по футболу — Апертура 2016